# MacBook Air (на базі Intel)
MacBook Air на базі процесорів Intel — колишня лінійка ноутбуків, що була розроблена та вироблялася компанією Apple Inc. із 2008 по 2020 рік. Спочатку MacBook Air позиціонувався як вищий клас, порівняно із попередньою лінійкою MacBook, як ультрапортативний ноутбук преміум-класу. згодом, припинення випуску оригінального MacBook у 2011 році та зниження цін на наступні моделі зробили MacBook Air ноутбуком початкового рівня.
MacBook Air був представлений у січні 2008 року з 13,3-дюймовим екраном і позиціювався як найтонший ноутбук у світі, ставши першим представником категорії ноутбуків під назвою ультрабуки. Apple випустила друге покоління MacBook Air у жовтні 2010 року з переробленим конічним корпусом, стандартним твердотільним накопичувачем і лінійку було доповнено меншою 11,6-дюймовою версією. Пізніші версії отримали процесори Intel Core i5 або i7 і Thunderbolt. Третє покоління було випущено в жовтні 2018 року зі зменшеними розмірами, дисплеєм Retina та комбінацією портів USB-C/Thunderbolt 3 для передачі даних і живлення.
Випуск MacBook Air на базі Intel було припинено в листопаді 2020 року після випуску першого MacBook Air з процесором Apple Silicon на базі процесора Apple M1.

## Перше покоління (Unibody)
Стів Джобс представив MacBook Air під час презентації Apple на конференції Macworld 2008, що відбулася 15 січня 2008 року. Перше покоління 13,3-дюймових MacBook Air яку спочатку позиціювали як найтонший у світі ноутбук із товщиною 1,9 см (попередній рекордсмен, Toshiba Portege R200 2005 року, мав товщину 1,98 см). Ноутбук мав спеціальний процесор Intel Merom і графічний процесор Intel GMA, які були на 40% більші за стандартний пакет мікрочипів. Він також мав дисплей зі світлодіодним підсвічуванням із антибліковим покриттям, повнорозмірну клавіатуру та великий тачпад, який реагував на мультитач-жести, такі як зведення пальців, змахування та обертання. Після випуску Mac OS X Snow Leopard трекпад також підтримує розпізнавання рукописного тексту китайських ієрогліфів.
MacBook Air був першим субкомпактним ноутбуком, представленим Apple після зняття з виробництва 12-дюймового PowerBook G4 у 2006 році. Це також був перший комп’ютер Apple з опціональним твердотільним накопичувачем. Це був перший ноутбук Apple після PowerBook 2400c без вбудованого знімного носія. Щоб зчитувати оптичні диски, користувачі можуть або придбати зовнішній USB-дисковод, наприклад SuperDrive від Apple, або скористатися програмним забезпеченням Remote Disc, що входить до комплекту пастачання ноутбука, для бездротового доступу до диска іншого комп’ютера, на якому встановлено програму. Будь-який варіант із цих варіантів також можна використати для повторної інсталяції системного програмного забезпечення з інсталяційного DVD-диска, що входить у комплект. Remote Disc підтримує завантаження через мережу, тому MacBook Air може завантажитися зі свого інсталяційного DVD-диска в дисководі іншого комп’ютера, якщо на цьому комп’ютері запущено Remote Install Mac OS X. Програмне забезпечення не дозволяє відтворювати DVD-Video чи Audio CD або інсталювати Windows - для цього потрібен зовнішній USB-накопичувач. У новіших версіях OS X інсталяційний DVD було замінено USB-флеш-накопичувачем із програмним забезпеченням, що позбавило необхідності віддаленої інсталяції. MacBook Air також не має розʼєму FireWire, розʼєму Ethernet, лінійного входу та Кенсінгтонського замока.
14 жовтня 2008 року була анонсована нова модель із низьковольтним процесором Penryn і відеокартою Nvidia GeForce. Ємність накопичувача було збільшено до 128 ГБ SSD або 120 ГБ HDD, а відеорозʼєм Micro-DVI замінено на Mini DisplayPort. Версія середини 2009 року мала дещо вищу ємність аукмулятора та швидший процесор Penryn.

### Будова

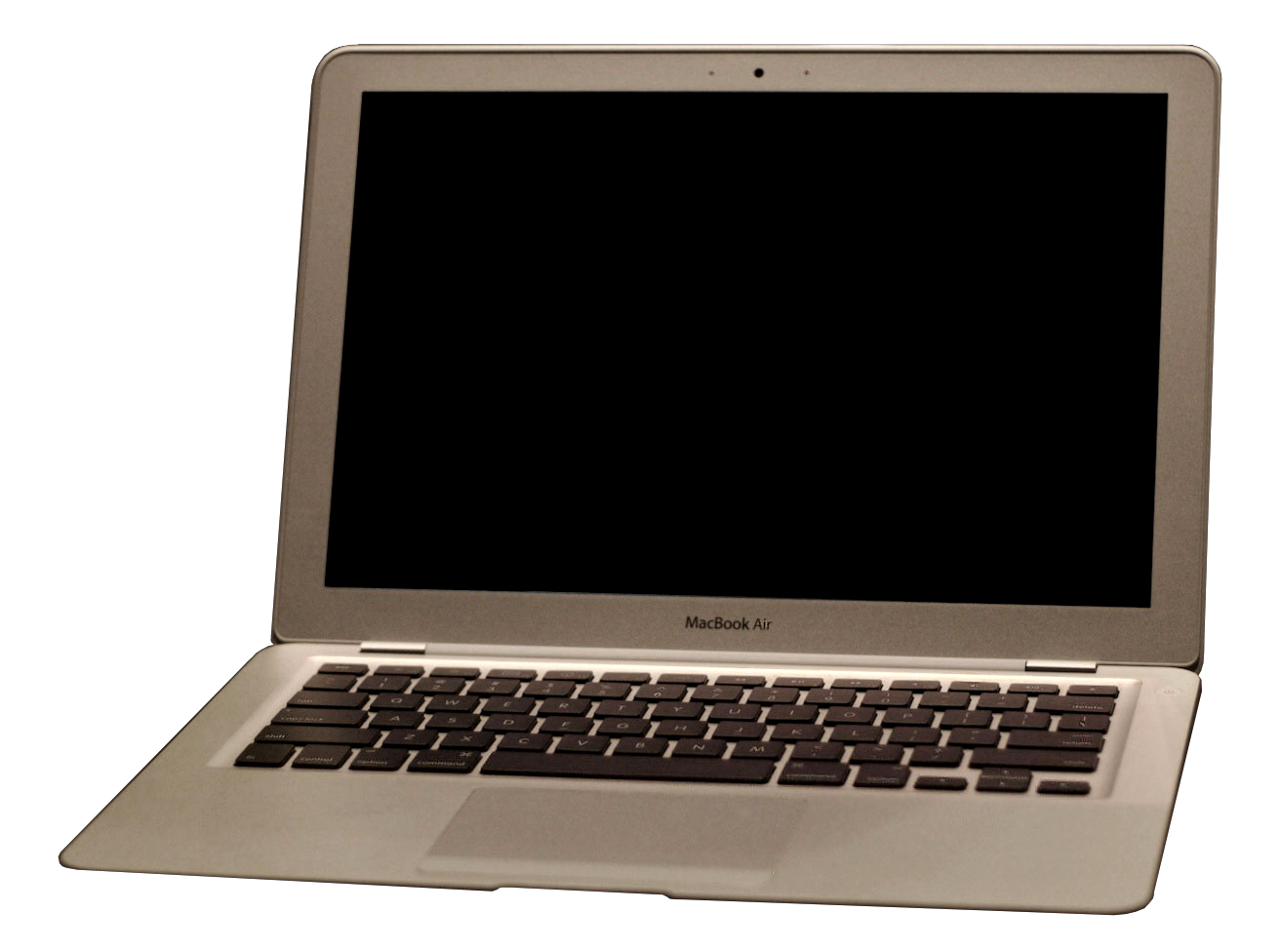
Оригінальний MacBook Air 2008 року

Apple включила кілька особливостей у дизайн MacBook Air, як-от зменшення вмісту свинцю, щоб зробити його більш екологічним. MacBook Air не містить бромованих антипіренових та ПВХ-проводів, відповідає вимогам Energy Star 5.0, має корпус, який можна переробити, і має рейтинг EPEAT Gold. Його дисплей виготовлено зі скла, що не містить арсену, і не містить ртуті.

### Оцінки
Під час презентації MacBook Air отримав неоднозначні відгуки, які хвалили його портативність, але критикували компроміси, на які пашла Apple щодо деяких функцій. Повнорозмірна клавіатура, легкість, тонкість і мультитач трекпад були позитивно оцінені в оглядах, тоді як обмежені параметри конфігурації та розʼємів, низька швидкість, акумулятор, який користувач не може замінити, малий жорсткий диск і ціна були піддані критиці. Відкидний люк із розʼємами збоку оригінального MacBook Air надто щільно прилягав до деяких штекерів навушників і USB-пристроїв, тому користувачам доводилося купувати подовжувач. Apple замінила відкидний люк на моделі кінця 2010 року на відкриті порти, як у більшості інших ноутбуків.
Деякі користувачі скаржилися на блокування процесора через перегрів. Apple випустила оновлення програмного забезпечення на початку березня 2008 року, щоб вирішити проблему. Це дозволило виправити дезактивацію одного ядра центрального процесора; однак деякі користувачі повідомляли, що проблема з непрацюючим ядром продовжувалася. Проблема загострювалася ресурсоємкими системними завданнями, такими як відтворення відео або спілкування у відеочаті.
Під час тестування ArsTechnica виявила «помірне» підвищення продуктивності твердотільного накопичувача MacBook Air першого покоління ємністю 64 ГБ порівняно зі стандартним жорстким диском ємністю 80 ГБ.

#### "Найтонший ноутбук"
Під час презентації MacBook Air у січні 2008 року Apple заявила, що це найтонший ноутбук у світі. Це було правдиве твердження, але важливішим був той факт, що MacBook Air був набагато тоншим за звичайні ноутбуки того часу. Повна інтеграція компонентів і використання абсолютно нового класу процесорів Intel із нижчим TDP і вищою інтеграцією, ніж раніше, зробили його першим у новій хвилі тонких продуктивних ноутбуків. Протягом багатьох років Apple переставала заявляти про те, що він «найтонший ноутбук у світі» у своїх маркетингових матеріалах, оскільки на ринку з’являлися інші, такі ж тонкі ноутбуки.

### Технічні характеристики
Усі ці моделі є застарілими.
|                     |                                           | Оригінальний (Початок 2008 р.) | Кінець 2008 р. | Середина 2009 р. |
| ------------------- | ----------------------------------------- | --- | --- | --- |
| Хронологія          | Анонсовано                                | 15 січня 2008 | 14 жовтня 2008 | 8 червня 2009 |
| Хронологія          | Випущено                                  | 30 січня 2008 | Н/Д | Н/Д |
| Хронологія          | Припинено                                 | 14 жовтня 2008 | 8 червня 2009 | 20 жовтня 2010 |
| Хронологія          | Не підтримується                          | 14 жовтня 2015 | 8 червня 2016 | 20 жовтня 2017 |
| Модель              | Ідентифікатор моделі                      | MacBookAir1,1 | MacBookAir2,1 | MacBookAir2,1 |
| Модель              | Номер моделі                              | A1237 | A1304 | A1304 |
| Модель              | Артикули Apple                            | MB003 | MB543, MB940 | MC233, MC234 |
| Дисплей (глянцевий) | Дисплей (глянцевий)                       | 13,3 дюйма, власна роздільна здатність 1280 × 800 пікселів (16:10, 113 пікселів на дюйм) TN. Підтримка нижчої роздільної здатності                                                       | 13,3 дюйма, власна роздільна здатність 1280 × 800 пікселів (16:10, 113 пікселів на дюйм) TN. Підтримка нижчої роздільної здатності                                                       | 13,3 дюйма, власна роздільна здатність 1280 × 800 пікселів (16:10, 113 пікселів на дюйм) TN. Підтримка нижчої роздільної здатності                                                       |
| Продуктивність      | Графіка                                   | Intel GMA X3100 із 144 МБ памʼяті DDR2 SDRAM (спільної із системною пам'яттю) із розʼємом Micro-DVI                                                                                      | Nvidia GeForce 9400M із 256 МБ памʼяті DDR3 SDRAM (спільної із системною пам'яттю) із розʼємом Mini DisplayPort                                                                          | Nvidia GeForce 9400M із 256 МБ памʼяті DDR3 SDRAM (спільної із системною пам'яттю) із розʼємом Mini DisplayPort                                                                          |
| Продуктивність      | Front Side Bus / DMI                      | 800 МГц | 1066 МГц | 1066 МГц |
| Продуктивність      | Процесор                                  | 1,6 ГГц Intel Core 2 Duo (L7500) із 4 МБ вбудоваго кеша L2 Доступна конфігурація 1,8 ГГц (L7700) Intel Core 2 Duo                                                                        | 1,6 ГГц Intel Core 2 Duo (SL9300) із 6 МБ вбудоваго кеша L2 Доступна конфігурація 1,86 ГГц (SL9400) Intel Core 2 Duo                                                                     | 1,86 ГГц Intel Core 2 Duo (SL9400) із 6 МБ вбудоваго кеша L2 Доступна конфігурація 2,13 ГГц (SL9600) Intel Core 2 Duo                                                                    |
| Продуктивність      | Пам'ять                                   | 2 ГБ частотою 667 МГц DDR2 SDRAM | 2 ГБ частотою 1066 МГц DDR3 SDRAM | 2 ГБ частотою 1066 МГц DDR3 SDRAM |
| Накопичувач         | Накопичувач                               | 80 ГБ 4200 об/хв 1,8 дюйма PATA HDD або 64 ГБ SSD | 120 ГБ 4200 об/хв 1,8 дюйма SATA HDD або 128 ГБ SSD | 120 ГБ 4200 об/хв 1,8 дюйма SATA HDD або 128 ГБ SSD |
| Підключення         | Відеокамера                               | iSight (640 × 480) | iSight (640 × 480) | iSight (640 × 480) |
| Підключення         | Бездротове підключення                    | Вбудований Wi-Fi 4 (802.11a/b/g та draft-n) Bluetooth 2.1 + EDR Вбудований інфрачервоний (ІЧ) приймач для Apple Remote Доступна конфігурація із адаптером Apple USB Ethernet (2008 року) | Вбудований Wi-Fi 4 (802.11a/b/g та draft-n) Bluetooth 2.1 + EDR Вбудований інфрачервоний (ІЧ) приймач для Apple Remote Доступна конфігурація із адаптером Apple USB Ethernet (2008 року) | Вбудований Wi-Fi 4 (802.11a/b/g та draft-n) Bluetooth 2.1 + EDR Вбудований інфрачервоний (ІЧ) приймач для Apple Remote Доступна конфігурація із адаптером Apple USB Ethernet (2008 року) |
| Підключення         | Периферійні з'єднання                     | 1× USB 2.0 MagSafe відеопорт Micro-DVI DVI-D/VGA адаптер в комплекті | 1× USB 2.0 MagSafe 1× відеопорт Mini DisplayPort | 1× USB 2.0 MagSafe 1× відеопорт Mini DisplayPort |
| Підключення         | Аудіо                                     | Порт 3,5 мм для навушників Монодинамік | Порт 3,5 мм для навушників Монодинамік | Порт 3,5 мм для навушників Монодинамік |
| Операційна система  | Мінімальна                                | Mac OS X 10.5 Leopard | Mac OS X 10.5 Leopard | Mac OS X 10.5 Leopard |
| Операційна система  | Останній випуск                           | Mac OS X 10.7 Lion | OS X 10.11 El Capitan | OS X 10.11 El Capitan |
| Живлення            | Акумулятор (інтегрований літійполімерний) | 37 Вт•год | 37 Вт•год | 40 Вт•год |
| Живлення            | Кількість циклів акумулятора              | 300 | 300 | 500 |
| Зовнішній вигляд    | Вага                                      | 1,36 кг | 1,36 кг | 1,36 кг |
| Зовнішній вигляд    | Розміри                                   | Ширина 33 см × глибина 23 см × висота від 0,4 см до 1,9 см | Ширина 33 см × глибина 23 см × висота від 0,4 см до 1,9 см | Ширина 33 см × глибина 23 см × висота від 0,4 см до 1,9 см |

## Друге покоління (Tapered Unibody)

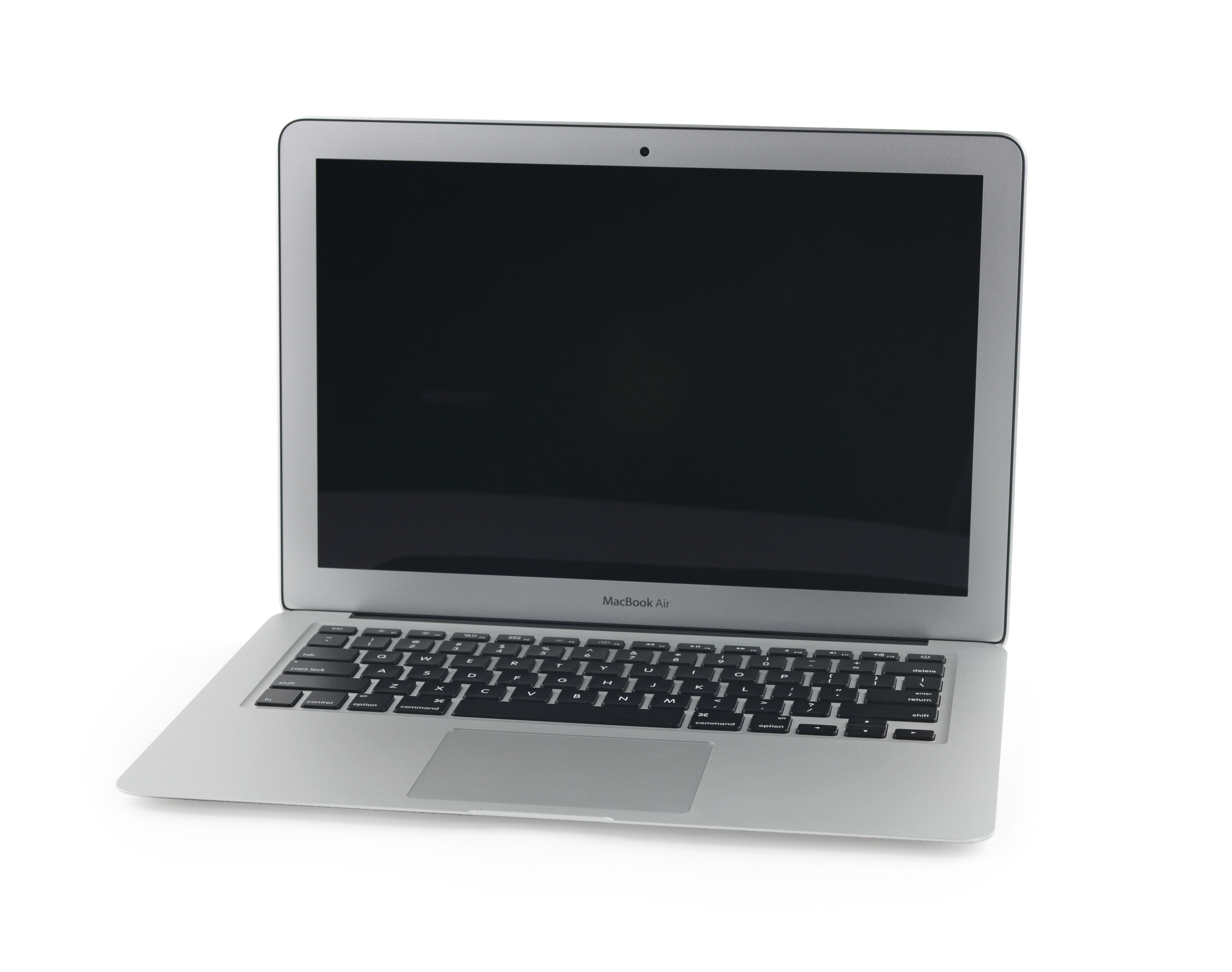
MacBook Air (2-го покоління)

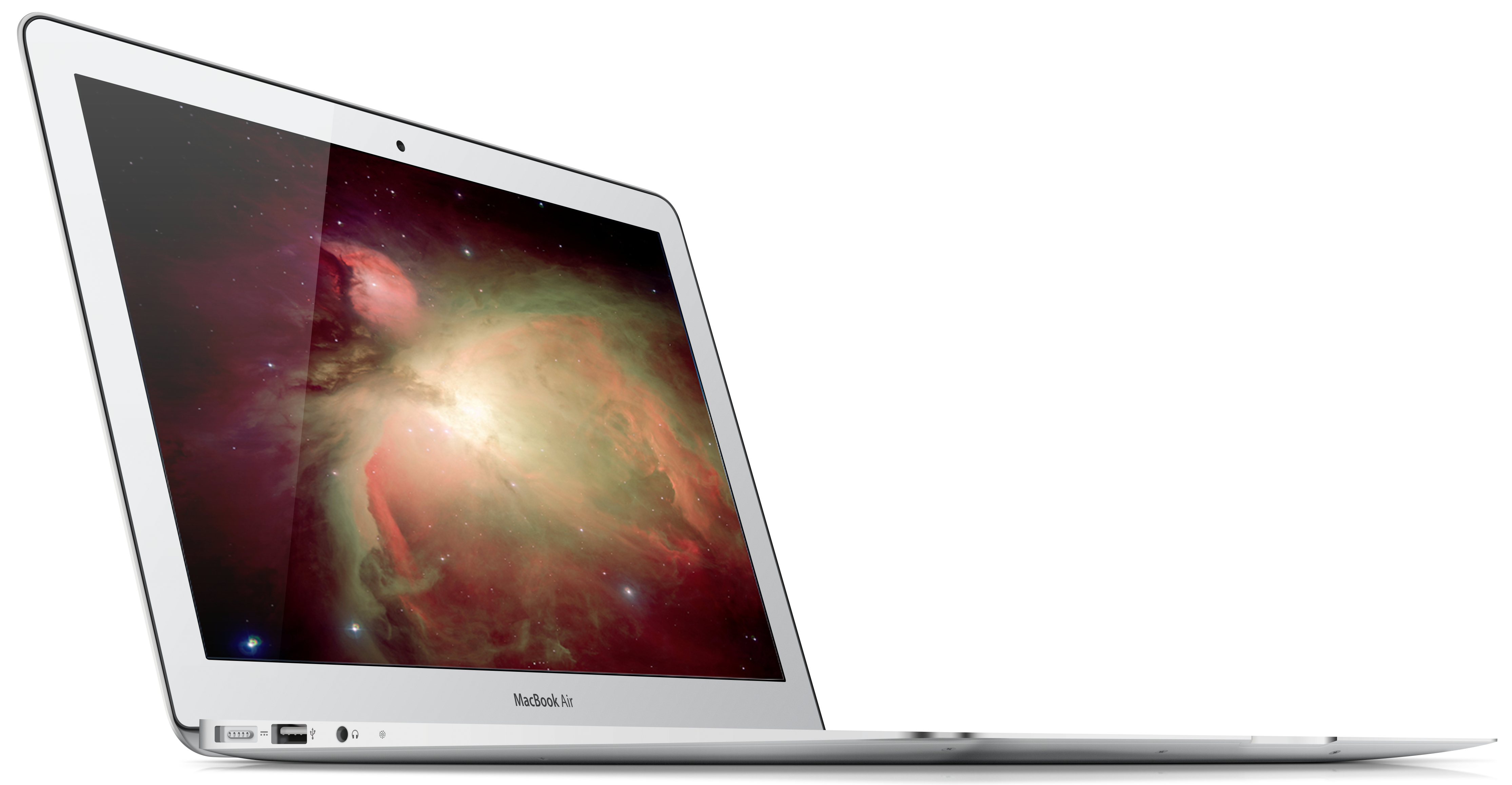
Лівий бік MacBook Air кінця 2010 року. Зліва направо роз'єм живлення MagSafe, роз'єм USB, роз'єм для навушників і вбудований мікрофон.

20 жовтня 2010 року Apple випустила оновлену 13,3-дюймову модель із конічним корпусом, вищою роздільною здатністю екрана, покращеним акумулятором, другим USB-портом, стереодинаміками та стандартним твердотільним накопичувачем. Було також представлено 11,6-дюймову модель, яка була дешевшою, мала меншу вагу, менший час автономної роботи та нижчу продуктивність порівняно з 13,3-дюймовою моделлю, але кращу продуктивність, ніж у типових нетбуків того часу. І 11-дюймові, і 13-дюймові моделі мали аналоговий аудіовихід/міні-роз’єм для навушників із підтримкою навушників Apple з мікрофоном. 13-дюймова модель отримала слот для SD-карти з підтримкою SDXC.
20 липня 2011 року Apple випустила оновлені моделі, які також стали ноутбуками Apple початкового рівня через зниження цін і припинення випуску білого MacBook приблизно в той же час. Моделі середини 2011 року були отримали двоядерні процесори Sandy Bridge Intel Core i5 та i7, графіку Intel HD Graphics 3000, клавіатури з підсвічуванням, розʼєми Thunderbolt і оновлений Bluetooth версії 4.0. Максимальний обсяг сховища збільшено до 256 ГБ. У цих моделях використовується дешевший контролер Thunderbolt «Eagle Ridge», який забезпечує два канали Thunderbolt (2 × 10 Гбіт/с, двонаправлений), порівняно з MacBook Pro, який використовує контролер «Light Ridge», який забезпечує чотири канали Thunderbolt (4 × 10 Гбіт/с, двонаправлений). У цій версія також замінено клавішу «Expose» (F3) на клавішу «Mission Control», а клавішу «Dashboard» (F4) на клавішу «Launchpad».
11 червня 2012 року Apple оновила лінійку. Оновлені моделі отримали двоядерні процесори Intel Ivy Bridge Core i5 і i7, графіку HD Graphics 4000, вищу швидкістю пам’яті та флешпам’яті, USB 3.0, оновлену камеру FaceTime 720p і тонший зарядний порт MagSafe 2.
10 червня 2013 року Apple оновила лінійку процесорами Haswell, графікою Intel HD Graphics 5000 і Wi-Fi 802.11ac. Стандартну пам’ять було збільшено до 4 ГБ, максимальна конфігурація – 8 ГБ. Накопичувач початково становив 128 ГБ SSD і були доступні конфігурації на 256 ГБ і 512 ГБ. Архітектура Haswell значно покращила час автономної роботи порівняно з попереднім поколінням, тому 11-дюймові моделі MacBook Air здатні працювати 9 годин, а 13-дюймові моделі MacBook Air - 12 годин; заявлені показники тривалості роботи від акумулятора перевищували фактичні показники команда рецензентів.
У березні 2015 року моделі були оновлені та отримали процесори Broadwell, графіку Intel HD Graphics 6000, розʼєм Thunderbolt 2, а також швидші накопичувачі і швидшу пам’ять. У 2017 році 13-дюймова модель отримала збільшення швидкості процесора з 1,6 ГГц до 1,8 ГГц, а 11-дюймова модель була знята з виробництва. Модель 2017 року залишилася доступною для продажу після того, як Apple випустила наступне покоління в 2018 році. Вона була знята з виробництва у липні 2019 року. До цього це був останній ноутбук Apple з портами USB Type-A, MagSafe (доки він не був повторно представлений у 2021 році), дисплеєм без Retina, заднім логотипом Apple із підсвічуванням і дзвінком запуску (доки він знову не зʼявився у MacBook на базі M1 у 2020 році).

### Дизайн і можливість апгрейду
Хоча компоненти MacBook Air офіційно не підлягають заміні користувачем, стронні виробники продають комплекти оновлення SSD. Флешпам'ять і акумулятор приклеєні до корпусу, а оперативна пам'ять припаяна до материнської плати. Важко отримати доступ до флешпам’яті, яка має кеш-пам’ять об’ємом 128 МБ і з’єднання mSATA (оновлено до власного інтерфейсу PCIe) із материнською платою.

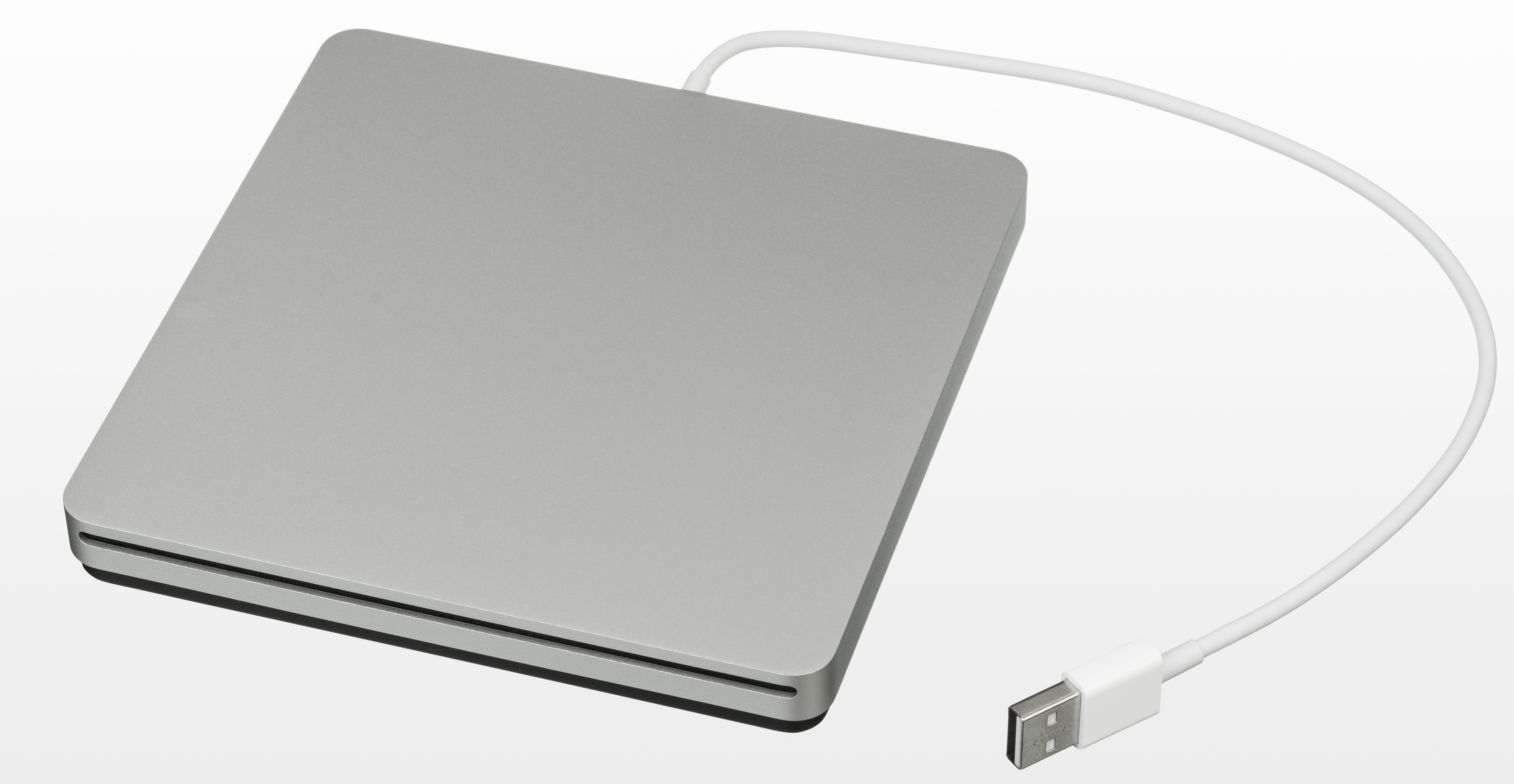
Додатковий DVD-привід Apple USB

#### Проблеми
Завдяки більш зрілому виробничому процесу, центральні процесори у MacBook Air другого покоління працюють краще під навантаженням, оскільки чипи першого покоління нагрівалися сильніше — навантаження на процесор потрібно було зменшити, щоб уникнути перегріву та подальшого зниження продуктивності.
17 жовтня 2013 року Apple оголосила про програму заміни флешнакопичувачів обʼємом 64 ГБ і 128 ГБ у MacBook Air, придбаних у період з червня 2012 по червень 2013 року.

### Оцінки

#### Порівняння з iPad і нетбуками
Незважаючи на те, що 11-дюймовий MacBook Air лише на 0,27 кг легший за 13-дюймовий MacBook Air, найбільша різниця полягає в ргозмірі, завдяки якій кожну модель можна віднести до окремої категорії; 13-дюймовий MacBook Air набагато ближчий за розміром до більшості інших звичайних ноутбуків, тоді як 11-дюймовий MacBook Air ближчий за габаритами до iPad.
11-дюймовий MacBook Air мав бажані основні атрибути нетбука, але без недоліків повільнішого процесора та менш потужної операційної системи, хоча й за вищою ціною. У нижчій категорії Apple представила iPad — інший форм-фактор, ніж нетбук, але з покращеними обчислювальними можливостями та нижчою вартістю виробництва. І 11-дюймовий MacBook Air, і iPad призвели до падіння продажів нетбуків, і більшість виробників ПК у відповідь припинили випуск своїх нетбуків. Користуючись успіхом MacBook Air, Intel просувала ультрабуки як новий стандарт високої мобільності, який деякі аналітики називали успішним там, де нетбуки зазнали невдачі.

#### Конкуренція з ультрабуками Intel
Intel розробила набір специфікацій для ультрабука, субноутбука вищого класу, що випускається різними виробниками ПК і зазвичай працює під управлінням Windows. Безпосередньо конкуруючи з MacBook Air, ультрабуки мають зменшені розмір і вагу, а також тривалий час роботи від акумулятора без шкоди для продуктивності.
Станом на 1 липня 2013 року MacBook Air займав 56 % ринку ультрабуків у Сполучених Штатах, незважаючи на те, що він був одним із найдорожчих. Раніше Apple домінувала на ринку ПК преміум-класу, у 2009 році вона мала 91 % ринку ПК вартістю понад 1000 доларів, згідно з даними NPD, а ультрабуки були спробою інших виробників ПК проникнути на ринок Apple. Хоча лінійки MacBook від Apple не були захищені від цієї споживчої тенденції до мобільних пристроїв, компанії все ж вдалося продати 2,8 мільйона MacBook у другому кварталі 2012 року (більшість із яких були MacBook Air) у порівнянні з 500 000 ультрабуків, незважаючи на наявність десятків моделей ультрабуків від різних виробників на ринку, тоді як Apple пропонувала лише 11-дюймові та 13-дюймові моделі Macbook Air. Аналітик Forrester Research Френк Джиллетт пояснює зростаючий успіх Apple на корпоративному ринку завдяки продажам MacBook Air 2010 року та iPad.
У той час як кілька моделей ультрабуків могли претендувати на індивідуальні відмінності, такі як те, що вони були найлегшими або найтоншими, MacBook Air був визнаний рецензентами найкращим універсальним ультрабуком з огляду на «інтерфейс OS X, повноцінна клавіатура, чудовий трекпад, роз’єм Thunderbolt і високоякісну, повністю алюмінієву цільну конструкцію».
Surface Pro 2 від Microsoft має такі ж розміри та ціну, як 11-дюймовий MacBook Air. Генеральний директор Apple Тім Кук розкритикував Surface Pro та інші ультрабуки-гібриди під управлінням сенсорної Windows 8, які намагаються поєднати функціональність ПК і планшета в одному пристрої, заявивши, що такі пристрої заплутані, як спроба «поєднати холодильник і тостер».
На момент випуску в жовтні 2010 року роздільна здатність екрану 13-дюймової моделі була вищою, ніж у стандартному екрані 1366×768 ноутбуків аналогічного розміру. Однак до 2013 року, коли багато ультрабуків преміум-класу мали екрани з високою роздільною здатністю (1080p або вище) як стандартні або оновлені, MacBook Air дедалі частіше критикували за те, що він має екран із низькою роздільною здатністю. Багато хто в технічному співтоваристві очікував, що Apple випустить MacBook Air з дисплеєм Retina до літа 2013 року, подібно до MacBook Pro Retina, який був випущений у 2012 році. Оновлений у жовтні 2013 року 13-дюймовий MacBook Pro Retina з тоншим корпусом і нижчою ціною згадувався як потенційна альтернатива MacBook Air, оскільки час автономної роботи не набагато коротший і він не значно громіздший. Apple випустила початкову версію 13-дюймового MacBook Pro 27 жовтня 2016 року, яка була спеціально орієнтована на користувачів MacBook Air. Retina MacBook Air був випущений наприкінці 2018 року.
11,6-дюймовий MacBook Air, представлений у жовтні 2010 року, лише трохи більший і важчий (у закритому стані), ніж iPad 2. 11,6-дюймовий MacBook Air вважається тоншим і легшим порівняно з іншими ультрапортативними ноутбуками, такими як Sony VAIO Z і 11-дюймовий Samsung Series 9.
Станом на 2013 рік кілька ультрабуків, як-от Sony VAIO Pro, мали менші розміри, ніж MacBook Air, завдяки використанню конструкції з вуглецевого волокна.

### Технічні характеристики
|  | Застарілий |  | Старий |  | Припинено випуск |

| Дата випуску                              | 11"                                 | 20 жовтня 2010 | 20 жовтня 2010 | 20 липня 2011 | 20 липня 2011 | Н/Д | 11 червня 2012 | 10 червня 2013 | 29 квітня 2014 | 9 березня 2015 | Н/Д |     |     |     |     |     |     |
| Дата випуску                              | 13"                                 | 20 жовтня 2010 | 20 жовтня 2010 | 20 липня 2011 | 20 липня 2011 | 12 лютого 2012 | 11 червня 2012 | 10 червня 2013 | 29 квітня 2014 | 9 березня 2015 | 5 червня 2017 |     |     |     |     |     |     |
| Припинено випуск                          | 11"                                 | 20 липня 2011 | 20 липня 2011 | 11 червня 2012 | 11 червня 2012 | Н/Д | 10 червня 2013 | 29 квітня 2014 | 9 березня 2015 | 27 жовтня 2016 | Н/Д |     |     |     |     |     |     |
| Припинено випуск                          | 13"                                 | 20 липня 2011 | 20 липня 2011 | 11 червня 2012 | 11 червня 2012 | 11 червня 2012 | 10 червня 2013 | 29 квітня 2014 | 9 березня 2015 | 5 червня 2017 | 9 липня 2019 |     |     |     |     |     |     |
| Припинено підтримку                       | 11"                                 | Н/Д | Н/Д | Н/Д | Н/Д | Н/Д | Н/Д | Н/Д | Н/Д | Н/Д | Н/Д | Н/Д | Н/Д | Н/Д | Н/Д | Н/Д | Н/Д |
| Припинено підтримку                       | 13"                                 | Н/Д | Н/Д | Н/Д | Н/Д | Н/Д | Н/Д | Н/Д | Н/Д | Н/Д | Н/Д | Н/Д | Н/Д | Н/Д | Н/Д | Н/Д | Н/Д |
| Ідентифікатор моделі                      | 11"                                 | MacBookAir3,1 | MacBookAir3,1 | MacBookAir4,1 | MacBookAir4,1 | Н/Д | MacBookAir5,1 | MacBookAir6,1 | MacBookAir6,1 | MacBookAir7,1 | Н/Д |     |     |     |     |     |     |
| Ідентифікатор моделі                      | 13"                                 | MacBookAir3,2 | MacBookAir3,2 | MacBookAir4,2 | MacBookAir4,2 | MacBookAir4,2 | MacBookAir5,2 | MacBookAir6,2 | MacBookAir6,2 | MacBookAir7,2 | MacBookAir7,2 |     |     |     |     |     |     |
| Номер моделі                              | 11"                                 | A1370 | A1370 | A1370 | A1370 | Н/Д | A1465 | A1465 | A1465 | A1465 | Н/Д |     |     |     |     |     |     |
| Номер моделі                              | 13"                                 | A1369 | A1369 | A1369 | A1369 | A1369 | A1466 | A1466 | A1466 | A1466 | A1466 |     |     |     |     |     |     |
| Артикули Apple (Ціна в дол. США)          | 11"                                 | MC505 ($999) | MC506 ($1199) | MC968 ($999) | MC969 ($1199) | Н/Д | MD223 ($999) MD224 ($1099) | MD711 ($999) MD712 ($1199) | MD711 ($899) MD712 ($1099) | MJVM2 ($899) MJVP2 ($1099) | Н/Д |     |     |     |     |     |     |
| Артикули Apple (Ціна в дол. США)          | 13"                                 | MC503 ($1299) | MC504 ($1599) | MC965 ($1299) | MC966 ($1599) | MD508 (продається упаковками по п’ять штук за $4995, $999 кожна | MD231 ($1199) MD232 ($1499) MD628 (Лише модель для навчання, продається упаковками по п’ять штук за $4995, $999 кожна) | MD760 ($1099) MD761 ($1299) | MD760 ($999) MD761 ($1199) | MJVE2 ($999) MJVG2 ($1199) MMGF2 (2016, 8 ГБ, 128 ГБ SSD) ($999) MMGG2 (2016, 8 ГБ, 256 ГБ SSD) ($1199) | MQD32 (128 ГБ SSD) ($999) MQD42 (256 ГБ SSD) ($1199) |     |     |     |     |     |     |
| Дисплей (глянцевий)                       | 11"                                 | 11.6", власна роздільна здатність 1366 × 768 пікселів (16:9, 135 пікселів на дюйм) TN. Підтримка нижчої роздільної здатності       | 11.6", власна роздільна здатність 1366 × 768 пікселів (16:9, 135 пікселів на дюйм) TN. Підтримка нижчої роздільної здатності       | 11.6", власна роздільна здатність 1366 × 768 пікселів (16:9, 135 пікселів на дюйм) TN. Підтримка нижчої роздільної здатності                                                                                 | 11.6", власна роздільна здатність 1366 × 768 пікселів (16:9, 135 пікселів на дюйм) TN. Підтримка нижчої роздільної здатності                                                                                 | Н/Д | 11.6", власна роздільна здатність 1366 × 768 пікселів (16:9, 135 пікселів на дюйм) TN. Підтримка нижчої роздільної здатності | 11.6", власна роздільна здатність 1366 × 768 пікселів (16:9, 135 пікселів на дюйм) TN. Підтримка нижчої роздільної здатності | 11.6", власна роздільна здатність 1366 × 768 пікселів (16:9, 135 пікселів на дюйм) TN. Підтримка нижчої роздільної здатності | 11.6", власна роздільна здатність 1366 × 768 пікселів (16:9, 135 пікселів на дюйм) TN. Підтримка нижчої роздільної здатності | Н/Д |     |     |     |     |     |     |
| Дисплей (глянцевий)                       | 13"                                 | 13,3 дюйма, власна роздільна здатність 1440 × 900 пікселів (16:10, 128 пікселів на дюйм) TN. Підтримка нижчої роздільної здатності | 13,3 дюйма, власна роздільна здатність 1440 × 900 пікселів (16:10, 128 пікселів на дюйм) TN. Підтримка нижчої роздільної здатності | 13,3 дюйма, власна роздільна здатність 1440 × 900 пікселів (16:10, 128 пікселів на дюйм) TN. Підтримка нижчої роздільної здатності                                                                           | 13,3 дюйма, власна роздільна здатність 1440 × 900 пікселів (16:10, 128 пікселів на дюйм) TN. Підтримка нижчої роздільної здатності                                                                           | 13,3 дюйма, власна роздільна здатність 1440 × 900 пікселів (16:10, 128 пікселів на дюйм) TN. Підтримка нижчої роздільної здатності                                                                           | 13,3 дюйма, власна роздільна здатність 1440 × 900 пікселів (16:10, 128 пікселів на дюйм) TN. Підтримка нижчої роздільної здатності | 13,3 дюйма, власна роздільна здатність 1440 × 900 пікселів (16:10, 128 пікселів на дюйм) TN. Підтримка нижчої роздільної здатності                                                                                                   | 13,3 дюйма, власна роздільна здатність 1440 × 900 пікселів (16:10, 128 пікселів на дюйм) TN. Підтримка нижчої роздільної здатності                                                                                                   | 13,3 дюйма, власна роздільна здатність 1440 × 900 пікселів (16:10, 128 пікселів на дюйм) TN. Підтримка нижчої роздільної здатності                                                                                                   | 13,3 дюйма, власна роздільна здатність 1440 × 900 пікселів (16:10, 128 пікселів на дюйм) TN. Підтримка нижчої роздільної здатності                                                                           |     |     |     |     |     |     |
| Графіка (спільна із системною пам'яттю)   | 11"                                 | Nvidia GeForce 320M із 256 МБ памʼяті DDR3 SDRAM із розʼємом Mini DisplayPort                                                      | Nvidia GeForce 320M із 256 МБ памʼяті DDR3 SDRAM із розʼємом Mini DisplayPort                                                      | Процесор Intel HD Graphics 3000 із 256 МБ памʼяті DDR3 SDRAM | Процесор Intel HD Graphics 3000 із 256 МБ памʼяті DDR3 SDRAM | Н/Д | Процесор Intel HD Graphics 4000 із до 512 МБ памʼяті DDR3L SDRAM, спільно використовуваної з основною пам’яттю | Процесор Intel HD Graphics 5000 із до 1,5 ГБ памʼяті LPDDR3 SDRAM, спільно використовуваної з основною пам’яттю | Процесор Intel HD Graphics 5000 із до 1,5 ГБ памʼяті LPDDR3 SDRAM, спільно використовуваної з основною пам’яттю | Процесор Intel HD Graphics 6000 із до 1,5 ГБ памʼяті LPDDR3 SDRAM, спільно використовуваної з основною пам’яттю | Процесор Intel HD Graphics 6000 із до 1,5 ГБ памʼяті LPDDR3 SDRAM, спільно використовуваної з основною пам’яттю                                                                                              |     |     |     |     |     |     |
| Графіка (спільна із системною пам'яттю)   | 13"                                 | Nvidia GeForce 320M із 256 МБ памʼяті DDR3 SDRAM із розʼємом Mini DisplayPort                                                      | Nvidia GeForce 320M із 256 МБ памʼяті DDR3 SDRAM із розʼємом Mini DisplayPort                                                      | Процесор Intel HD Graphics 3000 із 384 МБ памʼяті DDR3 SDRAM (усі інші моделі) | Процесор Intel HD Graphics 3000 із 384 МБ памʼяті DDR3 SDRAM (усі інші моделі) | Процесор Intel HD Graphics 3000 із 256 МБ памʼяті DDR3 SDRAM | Процесор Intel HD Graphics 4000 із до 512 МБ памʼяті DDR3L SDRAM, спільно використовуваної з основною пам’яттю | Процесор Intel HD Graphics 5000 із до 1,5 ГБ памʼяті LPDDR3 SDRAM, спільно використовуваної з основною пам’яттю | Процесор Intel HD Graphics 5000 із до 1,5 ГБ памʼяті LPDDR3 SDRAM, спільно використовуваної з основною пам’яттю | Процесор Intel HD Graphics 6000 із до 1,5 ГБ памʼяті LPDDR3 SDRAM, спільно використовуваної з основною пам’яттю | Процесор Intel HD Graphics 6000 із до 1,5 ГБ памʼяті LPDDR3 SDRAM, спільно використовуваної з основною пам’яттю                                                                                              |     |     |     |     |     |     |
| Front Side Bus / DMI                      | 11"                                 | 800 МГц | 800 МГц | 800 МГц | 800 МГц | Н/Д | Intel Direct Media Interface, 5,0 ГТ/с | Intel Direct Media Interface, 5,0 ГТ/с | Intel Direct Media Interface, 5,0 ГТ/с | Intel Direct Media Interface, 5,0 ГТ/с | Intel Direct Media Interface, 5,0 ГТ/с |     |     |     |     |     |     |
| Front Side Bus / DMI                      | 13"                                 | 1066 МГц | 1066 МГц | Intel Direct Media Interface, 5,0 ГТ/с | Intel Direct Media Interface, 5,0 ГТ/с | Intel Direct Media Interface, 5,0 ГТ/с | Intel Direct Media Interface, 5,0 ГТ/с | Intel Direct Media Interface, 5,0 ГТ/с | Intel Direct Media Interface, 5,0 ГТ/с | Intel Direct Media Interface, 5,0 ГТ/с | Intel Direct Media Interface, 5,0 ГТ/с |     |     |     |     |     |     |
| Процесор                                  | 11"                                 | 1,4 ГГц Intel Core 2 Duo (SU9400) Intel Core 2 Duo із 3 МБ вбудоваго кеша L2                                                       | 1,6 ГГц Intel Core 2 Duo (SU9600) Intel Core 2 Duo із 3 МБ вбудоваго кеша L2                                                       | 1,6 ГГц 2-ядерний Intel Core i5 (2467M) із 3 МБ спільного кеша L3 | 1,6 ГГц 2-ядерний Intel Core i5 (2467M) із 3 МБ спільного кеша L3 Доступна конфігурація 1,8 ГГц 2-ядерний Intel Core i7 (2677M) із 4 МБ спільного кеша L3 (+$150)                                            | Н/Д | 1,7 ГГц 2-ядерний Intel Core i5 (3317U) із 3 МБ спільного кеша L3 Доступна конфігурація 2,0 ГГц 2-ядерний Intel Core i7 (3667U) із 4 МБ спільного кеша L3 (+$150 лише для моделі MD224) | 1,3 ГГц 2-ядерний Intel Core i5 (4250U) із 3 МБ спільного кеша L3 Доступна конфігурація 1,7 ГГц (4650U) 2-ядерний Intel Core i7 із 4 МБ спільного кеша L3 (+$150 для всіх моделей)                                                   | 1,4 ГГц 2-ядерний Intel Core i5 (4260U) із 3 МБ спільного кеша L3 Доступна конфігурація 1,7 ГГц (4650U) 2-ядерний Intel Core i7 із 4 МБ спільного кеша L3 (+$150 конфігурація для всіх моделей)                                      | 1,6 ГГц (i5-5250U) 2-ядерний Intel Core i5 із 3 МБ спільного кеша L3 Доступна конфігурація 2,2 ГГц 2-ядерний Intel Core i7 (5650U) із 4 МБ спільного кеша L3                                                                         | Н/Д |     |     |     |     |     |     |
| Процесор                                  | 13"                                 | 1,86 ГГц Intel Core 2 Duo (SL9400) Intel Core 2 Duo із 6 МБ вбудоваго кеша L2                                                      | 2,13 ГГц Intel Core 2 Duo (SL9600) Intel Core 2 Duo із 6 МБ вбудоваго кеша L2                                                      | 1,7 ГГц 2-ядерний Intel Core i5 (2557M) із 3 МБ спільного кеша L3 | 1,7 ГГц 2-ядерний Intel Core i5 (2557M) із 3 МБ спільного кеша L3 Доступна конфігурація 1,8 ГГц 2-ядерний Intel Core i7 (2677M) із 4 МБ спільного кеша L3 (+$100)                                            | 1,6 ГГц (2467M) 2-ядерний Intel Core i5 із 3 МБ спільного кеша L3 | 1,8 ГГц 2-ядерний Intel Core i5 (3427U) із 3 МБ спільного кеша L3 Доступна конфігурація 2,0 ГГц 2-ядерний Intel Core i7 (3667U) із 4 МБ спільного кеша L3 (конфігурація +$100, лише для моделі MD232) 1,7 ГГц 2-ядерний Intel Core i5 (3317U) із 3 МБ спільного кеша L3 (Лише модель для навчання) | 1,3 ГГц 2-ядерний Intel Core i5 (4250U) із 3 МБ спільного кеша L3 Доступна конфігурація 1,7 ГГц (4650U) 2-ядерний Intel Core i7 із 4 МБ спільного кеша L3 (+$150 для всіх моделей)                                                   | 1,4 ГГц 2-ядерний Intel Core i5 (4260U) із 3 МБ спільного кеша L3 Доступна конфігурація 1,7 ГГц (4650U) 2-ядерний Intel Core i7 із 4 МБ спільного кеша L3 (+$150 конфігурація для всіх моделей)                                      | 1,6 ГГц (i5-5250U) 2-ядерний Intel Core i5 із 3 МБ спільного кеша L3 Доступна конфігурація 2,2 ГГц 2-ядерний Intel Core i7 (5650U) із 4 МБ спільного кеша L3                                                                         | 1,8 ГГц (5350U) 2-ядерний Intel Core i5 із 3 МБ спільного кеша L3 Доступна конфігурація 2,2 ГГц 2-ядерний Intel Core i7 (5650U) із 4 МБ спільного кеша L3                                                    |     |     |     |     |     |     |
| Пам'ять                                   | Пам'ять                             | 2 ГБ частотою 1066 МГц DDR3 SDRAM Доступна конфігурація 4 ГБ +$100 для всіх моделей                                                | 2 ГБ частотою 1066 МГц DDR3 SDRAM Доступна конфігурація 4 ГБ +$100 для всіх моделей                                                | 2 ГБ (11") частотою 1333 МГц DDR3 SDRAM Доступна конфігурація 4 ГБ (конфігурація +$100, лише для моделі MC968) 4 ГБ (13") частотою 1333 МГц DDR3 SDRAM                                                       | 4 ГБ частотою 1333 МГц DDR3 SDRAM | 2 ГБ (13" Лише модель для навчання) частотою 1333 МГц DDR3 SDRAM | 4 ГБ частотою 1600 МГц DDR3L SDRAM Доступна конфігурація 8 ГБ (конфігурація +$100, для всіх моделей) | 4 ГБ частотою 1600 МГц LPDDR3 SDRAM Доступна конфігурація 8 ГБ (конфігурація +$100, для всіх моделей) | 4 ГБ частотою 1600 МГц LPDDR3 SDRAM Доступна конфігурація 8 ГБ (конфігурація +$100, для всіх моделей) | 4 ГБ частотою 1600 МГц LPDDR3 SDRAM Доступна конфігурація 8 ГБ (8 ГБ стандартна конфігурація для 13-дюймової моделі з 19 квітня 2016 року)                                                                                           | 8 ГБ частотою 1600 МГц LPDDR3 SDRAM |     |     |     |     |     |     |
| Твердотілий накопичувач (у всіх моделях)  | 11"                                 | 64 ГБ | 128 ГБ | 64 ГБ | 128 ГБ Доступна конфігурація 256 ГБ (+$300) | Н/Д | 64 ГБ (MD223) 128 ГБ (MD224) Доступна конфігурація 256 (+$300 або 512 ГБ (+$800 лише для моделі MD224) | 128 ГБ накопичувач на базі PCIe (MD711, MD760, MD711, MD760, MJVM2, MJVE2, MMGF2) 256 ГБ накопичувач на базі PCIe (MD712, MD761, MD712, MD761, MJVP2, MJVG2, MMGG2) Доступна конфігурація 512 ГБ (+$300, лише для моделей на 256 ГБ) | 128 ГБ накопичувач на базі PCIe (MD711, MD760, MD711, MD760, MJVM2, MJVE2, MMGF2) 256 ГБ накопичувач на базі PCIe (MD712, MD761, MD712, MD761, MJVP2, MJVG2, MMGG2) Доступна конфігурація 512 ГБ (+$300, лише для моделей на 256 ГБ) | 128 ГБ накопичувач на базі PCIe (MD711, MD760, MD711, MD760, MJVM2, MJVE2, MMGF2) 256 ГБ накопичувач на базі PCIe (MD712, MD761, MD712, MD761, MJVP2, MJVG2, MMGG2) Доступна конфігурація 512 ГБ (+$300, лише для моделей на 256 ГБ) | Н/Д |     |     |     |     |     |     |
| Твердотілий накопичувач (у всіх моделях)  | 13"                                 | 128 ГБ | 256 ГБ | 128 ГБ | 256 ГБ | 64 ГБ | 128 ГБ (MD231) 256 ГБ (MD232) Доступна конфігурація 512 ГБ (+$500, лише для моделі MD232) 64 ГБ (Лише модель для навчання) | 128 ГБ накопичувач на базі PCIe (MD711, MD760, MD711, MD760, MJVM2, MJVE2, MMGF2) 256 ГБ накопичувач на базі PCIe (MD712, MD761, MD712, MD761, MJVP2, MJVG2, MMGG2) Доступна конфігурація 512 ГБ (+$300, лише для моделей на 256 ГБ) | 128 ГБ накопичувач на базі PCIe (MD711, MD760, MD711, MD760, MJVM2, MJVE2, MMGF2) 256 ГБ накопичувач на базі PCIe (MD712, MD761, MD712, MD761, MJVP2, MJVG2, MMGG2) Доступна конфігурація 512 ГБ (+$300, лише для моделей на 256 ГБ) | 128 ГБ накопичувач на базі PCIe (MD711, MD760, MD711, MD760, MJVM2, MJVE2, MMGF2) 256 ГБ накопичувач на базі PCIe (MD712, MD761, MD712, MD761, MJVP2, MJVG2, MMGG2) Доступна конфігурація 512 ГБ (+$300, лише для моделей на 256 ГБ) | 128 ГБ накопичувач на базі PCIe (MQD32) 256 ГБ накопичувач на базі PCIe (MQD42) Доступна конфігурація 512 ГБ                                                                                                 |     |     |     |     |     |     |
| Відеокамера                               | Відеокамера                         | iSight (480p) | iSight (480p) | iSight (480p) | iSight (480p) | iSight (480p) | FaceTime HD (720p) | FaceTime HD (720p) | FaceTime HD (720p) | FaceTime HD (720p) | FaceTime HD (720p) |     |     |     |     |     |     |
| Підключення                               | Підключення                         | Вбудований Wi-Fi 4 (802.11 a/b/g/n) (Broadcom BCM43224, дводіапазонний 300 Мбіт/с)                                                 | Вбудований Wi-Fi 4 (802.11 a/b/g/n) (Broadcom BCM43224, дводіапазонний 300 Мбіт/с)                                                 | Вбудований Wi-Fi 4 (802.11 a/b/g/n) (Broadcom BCM43224, дводіапазонний 300 Мбіт/с) | Вбудований Wi-Fi 4 (802.11 a/b/g/n) (Broadcom BCM43224, дводіапазонний 300 Мбіт/с) | Вбудований Wi-Fi 4 (802.11 a/b/g/n) (Broadcom BCM43224, дводіапазонний 300 Мбіт/с) | Вбудований Wi-Fi 4 (802.11 a/b/g/n) (Broadcom BCM43224, дводіапазонний 300 Мбіт/с) | Вбудований Wi-Fi 5 (802.11 a/b/g/n/ac) (на базі Broadcom BCM4360, дводіапазонний 867 Мбіт/с) | Вбудований Wi-Fi 5 (802.11 a/b/g/n/ac) (на базі Broadcom BCM4360, дводіапазонний 867 Мбіт/с) | Вбудований Wi-Fi 5 (802.11 a/b/g/n/ac) (на базі Broadcom BCM4360, дводіапазонний 867 Мбіт/с) | Вбудований Wi-Fi 5 (802.11 a/b/g/n/ac) (на базі Broadcom BCM4360, дводіапазонний 867 Мбіт/с) |     |     |     |     |     |     |
| Підключення                               | Підключення                         | Bluetooth 2.1 + EDR | Bluetooth 2.1 + EDR | Bluetooth 4.0 | Bluetooth 4.0 | Bluetooth 4.0 | Bluetooth 4.0 | Bluetooth 4.0 | Bluetooth 4.0 | Bluetooth 4.0 | Bluetooth 4.0 |     |     |     |     |     |     |
| Підключення                               | Підключення                         | Доступна конфігурація із адаптером Apple USB Ethernet 100 Мбіт                                                                     | Доступна конфігурація із адаптером Apple USB Ethernet 100 Мбіт                                                                     | Доступна конфігурація із адаптером Apple USB Ethernet 100 Мбіт Доступна конфігурація із адаптером Apple Thunderbolt to Gigabit Ethernet Доступна конфігурація із адаптером Apple Thunderbolt to FireWire 800 | Доступна конфігурація із адаптером Apple USB Ethernet 100 Мбіт Доступна конфігурація із адаптером Apple Thunderbolt to Gigabit Ethernet Доступна конфігурація із адаптером Apple Thunderbolt to FireWire 800 | Доступна конфігурація із адаптером Apple USB Ethernet 100 Мбіт Доступна конфігурація із адаптером Apple Thunderbolt to Gigabit Ethernet Доступна конфігурація із адаптером Apple Thunderbolt to FireWire 800 | Доступна конфігурація із адаптером Apple USB Ethernet 100 Мбіт Доступна конфігурація із адаптером Apple Thunderbolt to Gigabit Ethernet Доступна конфігурація із адаптером Apple Thunderbolt to FireWire 800                                                                                       | Доступна конфігурація із адаптером Apple USB Ethernet 100 Мбіт Доступна конфігурація із адаптером Apple Thunderbolt to Gigabit Ethernet Доступна конфігурація із адаптером Apple Thunderbolt to FireWire 800                         | Доступна конфігурація із адаптером Apple USB Ethernet 100 Мбіт Доступна конфігурація із адаптером Apple Thunderbolt to Gigabit Ethernet Доступна конфігурація із адаптером Apple Thunderbolt to FireWire 800                         | Доступна конфігурація із адаптером Apple USB Ethernet 100 Мбіт Доступна конфігурація із адаптером Apple Thunderbolt to Gigabit Ethernet Доступна конфігурація із адаптером Apple Thunderbolt to FireWire 800                         | Доступна конфігурація із адаптером Apple USB Ethernet 100 Мбіт Доступна конфігурація із адаптером Apple Thunderbolt to Gigabit Ethernet Доступна конфігурація із адаптером Apple Thunderbolt to FireWire 800 |     |     |     |     |     |     |
| Периферійні з'єднання                     | Периферійні з'єднання               | 2× USB 2.0 | 2× USB 2.0 | 2× USB 2.0 | 2× USB 2.0 | 2× USB 2.0 | 2× USB 3.0 | 2× USB 3.0 | 2× USB 3.0 | 2× USB 3.0 | 2× USB 3.0 |     |     |     |     |     |     |
| Периферійні з'єднання                     | Периферійні з'єднання               | 1× відеопорт Mini DisplayPort | 1× відеопорт Mini DisplayPort | 1× порт Thunderbolt | 1× порт Thunderbolt | 1× порт Thunderbolt | 1× порт Thunderbolt | 1× порт Thunderbolt | 1× порт Thunderbolt | 1× порт Thunderbolt 2 До 3840 × 2160 @ 60 Гц | 1× порт Thunderbolt 2 До 3840 × 2160 @ 60 Гц |     |     |     |     |     |     |
| Периферійні з'єднання                     | Периферійні з'єднання               | MagSafe | MagSafe | MagSafe | MagSafe | MagSafe | MagSafe 2 | MagSafe 2 | MagSafe 2 | MagSafe 2 | MagSafe 2 |     |     |     |     |     |     |
| Периферійні з'єднання                     | Периферійні з'єднання               | 1× слот SDXC (лише 13-дюймова модель)                                                                                              | | | | | | | | | |     |     |     |     |     |     |
| Аудіо                                     | Аудіо                               | Порт 3,5 мм для навушників Стереодинаміки                                                                                          | Порт 3,5 мм для навушників Стереодинаміки                                                                                          | Порт 3,5 мм для навушників Стереодинаміки | Порт 3,5 мм для навушників Стереодинаміки | Порт 3,5 мм для навушників Стереодинаміки | Порт 3,5 мм для навушників Стереодинаміки | Порт 3,5 мм для навушників Стереодинаміки | Порт 3,5 мм для навушників Стереодинаміки | Порт 3,5 мм для навушників Стереодинаміки | Порт 3,5 мм для навушників Стереодинаміки |     |     |     |     |     |     |
| Мінімальна операційна система             | Мінімальна операційна система       | Mac OS X 10.6 Snow Leopard | Mac OS X 10.6 Snow Leopard | Mac OS X 10.7 Lion | Mac OS X 10.7 Lion | Mac OS X 10.7 Lion | Mac OS X 10.7 Lion | OS X 10.8 Mountain Lion | OS X 10.9 Mavericks | OS X 10.10 Yosemite | macOS 10.12 Sierra* *Хоча вони постачаються із встановленою MacOS Sierra, OS X 10.11 El Capitan також можна інсталювати, оскільки в моделях 2017 і 2015 років використовується однакова прошивка             |     |     |     |     |     |     |
| Останній випуск операційної системи       | Останній випуск операційної системи | macOS 10.13 High Sierra | macOS 10.13 High Sierra | macOS 10.13 High Sierra | macOS 10.13 High Sierra | macOS 10.13 High Sierra | macOS 10.15 Catalina | macOS 11 Big Sur | macOS 11 Big Sur | macOS 12 Monterey | macOS 12 Monterey |     |     |     |     |     |     |
| Акумулятор (інтегрований літійполімерний) | 11"                                 | 35 Вт•год | 35 Вт•год | 35 Вт•год | 35 Вт•год | Н/Д | 35 Вт•год | 38 Вт•год | 38 Вт•год | 38 Вт•год | Н/Д |     |     |     |     |     |     |
| Акумулятор (інтегрований літійполімерний) | 13"                                 | 50 Вт•год | 50 Вт•год | 50 Вт•год | 50 Вт•год | 50 Вт•год | 50 Вт•год | 54 Вт•год | 54 Вт•год | 54 Вт•год | 54 Вт•год |     |     |     |     |     |     |
| Кількість циклів акумулятора              | Кількість циклів акумулятора        | 1000 | 1000 | 1000 | 1000 | 1000 | 1000 | 1000 | 1000 | 1000 | 1000 |     |     |     |     |     |     |
| Вага                                      | 11"                                 | 1,08 кг | 1,08 кг | 1,08 кг | 1,08 кг | Н/Д | 1,08 кг | 1,08 кг | 1,08 кг | 1,08 кг | Н/Д |     |     |     |     |     |     |
| Вага                                      | 13"                                 | 1,34 кг | 1,34 кг | 1,34 кг | 1,34 кг | 1,34 кг | 1,34 кг | 1,34 кг | 1,34 кг | 1,34 кг | 1,34 кг |     |     |     |     |     |     |
| Розміри                                   | 11"                                 | Ширина 30 см × глибина 19,2 см × висота від 0,3 см до 1,7 см                                                                       | Ширина 30 см × глибина 19,2 см × висота від 0,3 см до 1,7 см                                                                       | Ширина 30 см × глибина 19,2 см × висота від 0,3 см до 1,7 см | Ширина 30 см × глибина 19,2 см × висота від 0,3 см до 1,7 см | Н/Д | Ширина 30 см × глибина 19,2 см × висота від 0,3 см до 1,7 см | Ширина 30 см × глибина 19,2 см × висота від 0,3 см до 1,7 см | Ширина 30 см × глибина 19,2 см × висота від 0,3 см до 1,7 см | Ширина 30 см × глибина 19,2 см × висота від 0,3 см до 1,7 см | Н/Д |     |     |     |     |     |     |
| Розміри                                   | 13"                                 | Ширина 33 см × глибина 22,7 см × висота від 0,3 см до 1,7 см                                                                       | Ширина 33 см × глибина 22,7 см × висота від 0,3 см до 1,7 см                                                                       | Ширина 33 см × глибина 22,7 см × висота від 0,3 см до 1,7 см | Ширина 33 см × глибина 22,7 см × висота від 0,3 см до 1,7 см | Ширина 33 см × глибина 22,7 см × висота від 0,3 см до 1,7 см | Ширина 33 см × глибина 22,7 см × висота від 0,3 см до 1,7 см | Ширина 33 см × глибина 22,7 см × висота від 0,3 см до 1,7 см | Ширина 33 см × глибина 22,7 см × висота від 0,3 см до 1,7 см | Ширина 33 см × глибина 22,7 см × висота від 0,3 см до 1,7 см | Ширина 33 см × глибина 22,7 см × висота від 0,3 см до 1,7 см |     |     |     |     |     |     |

## Третє покоління (Retina)

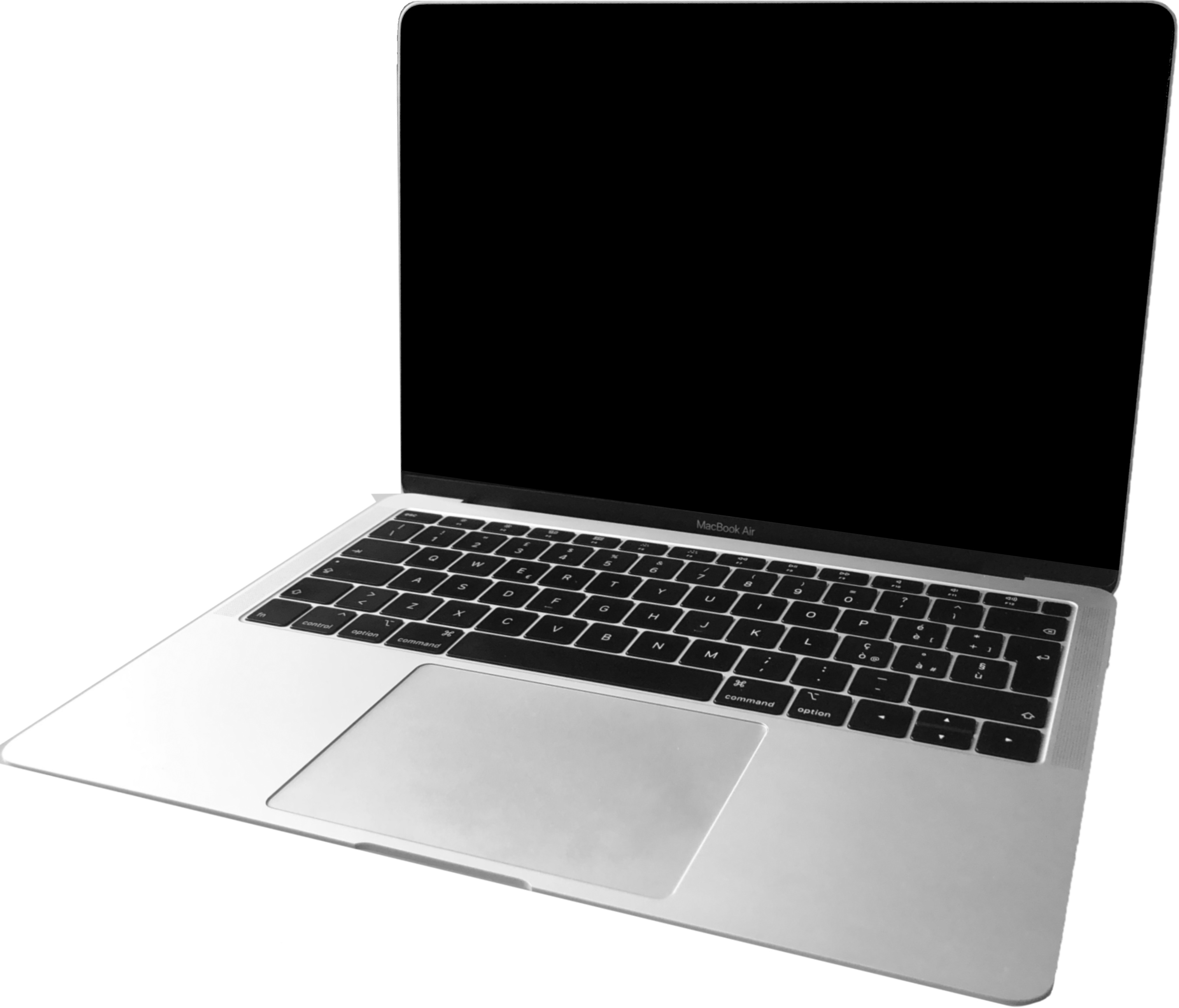
Retina MacBook Air

30 жовтня 2018 року Apple випустила третє покоління MacBook Air з процесором Amber Lake, 13,3-дюймовим дисплеєм Retina з роздільною здатністю 2560 × 1600 пікселів, Touch ID, трекпадом Force Touch і двома комбінаціями USB-C 3.1 gen 2/3 порти Thunderbolt та одним аудіороз’ємом. Екран відображає на 48% більше кольорів, а рамки на 50% вужчі, ніж у попереднього покоління, і займають на 17% меншу площу. Товщина зменшена до 15,6 мм, а вага до 1,25 кг. Він доступний у трьох варіантах кольорів: сріблястий, космічний сірий та золотистий. На відміну від попереднього покоління, ця модель не має конфігурації із процесором Intel Core i7.
Базова модель 2018 року постачається з 8 ГБ оперативної пам’яті LPDDR3 2133 МГц, 128 ГБ SSD, процесором Intel Core i5 (1,6 ГГц базова тактова частота, з Turbo Boost до 3,6 ГГц) і графікою Intel UHD Graphics 617.
У липні 2019 року Apple випустила оновлені моделі з технологією дисплея True Tone, використовуючи ті самі компоненти, що й у MacBook Pro середини 2019 року. Тестування показало, що SSD на 256 ГБ у моделі 2019 року має на 35% нижчу швидкість читання, ніж SSD на 256 ГБ у моделі 2018 року, хоча швидкість запису трохи вища.
Оновлені моделі були випущені в березні 2020 року з процесорами Ice Lake, оновленою графікою, підтримкою виводу відео 6K для роботи з дисплеєм Pro Display XDR і заміною клавіатури-метелика на дизайн Magic Keyboard, схожий на той, що був використаний у 16-дюймовому MacBook Pro 2019 року.

### Дизайн
Третє покоління MacBook Air має дизайн попереднього покоління з конічним алюмінієвим корпусом, але отримав деякі елементи дизайну від Retina MacBook і MacBook Pro, такі як дисплей із чорними рамками та глянцевий непрозорий логотип Apple на задній панелі, а також трекпад від краю до краю.
Експерт з ремонту Apple Луї Россманн розкритикував компонування апаратного забезпечення третього покоління MacBook Air, зазначивши, що положення вентилятора робить його неоптимальним для охолодження та може призвести до проблем, пов’язаних з перегрівом.

### Технічні характеристики
|  | Припинено випуск |

|                                     |                                     | Кінець 2018 р. | Середина 2019 р. | Початок 2020 р. |
| ----------------------------------- | ----------------------------------- | --- | --- | --- |
| Життєвий цикл                       | Випущено                            | 30 жовтня 2018 | 9 липня 2019 | 18 березня 2020 |
| Життєвий цикл                       | Припинено випуск                    | 9 липня 2019 | 18 березня 2020 | 10 листопада 2020 |
| Модель                              | Ідентифікатор моделі                | MacBookAir8,1 | MacBookAir8,2 | MacBookAir9,1 |
| Модель                              | Номер моделі                        | A1932 | A1932 | A2179 |
| Модель                              | Артикули Apple                      | MRE82, MREA2, MREE2, MRE92, MREC2, MREF2, MUQT2, MUQU2, MUQV2 | MVFH2, MVFJ2, MVFK2, MVFL2, MVFM2, MVFN2, MVH62, MVH82 | MVH22, MVH42, MVH52, MWTJ2, MWTK2, MWTL2 |
| Дисплей (глянцевий)                 | Дисплей (глянцевий)                 | 13,3 дюйма, власна роздільна здатність 2560 × 1600 пікселів (16:10, 227 пікселів на дюйм) IPS. Підтримка нижчої роздільної здатності                                                  | 13,3 дюйма, власна роздільна здатність 2560 × 1600 пікселів (16:10, 227 пікселів на дюйм) IPS. Дисплей True Tone. Підтримка нижчої роздільної здатності                               | 13,3 дюйма, власна роздільна здатність 2560 × 1600 пікселів (16:10, 227 пікселів на дюйм) IPS. Дисплей True Tone. Підтримка нижчої роздільної здатності |
| Продуктивність                      | Графіка                             | Intel UHD Graphics 617 із до 1,5 ГБ памʼяті LPDDR3 SDRAM, спільно використовуваної з основною пам’яттю                                                                                | Intel UHD Graphics 617 із до 1,5 ГБ памʼяті LPDDR3 SDRAM, спільно використовуваної з основною пам’яттю                                                                                | Intel Iris Plus Graphics (спільна із системною пам'яттю) |
| Продуктивність                      | DMI                                 | 4 ГТ/с On Package DMI interconnect Interface 3.0 (OPI) (Максимальна теоретична пропускна здатність 4 ГБ/с)                                                                            | 4 ГТ/с On Package DMI interconnect Interface 3.0 (OPI) (Максимальна теоретична пропускна здатність 4 ГБ/с)                                                                            | 4 ГТ/с On Package DMI interconnect Interface 3.0 (OPI) (Максимальна теоретична пропускна здатність 4 ГБ/с) |
| Продуктивність                      | Процесор                            | 1,6 ГГц (i5-8210Y) 2-ядерний Intel Core i5, Turbo Boost 3,6 ГГц, із 4 МБ кеша L3 | 1,6 ГГц (i5-8210Y) 2-ядерний Intel Core i5, Turbo Boost 3,6 ГГц, із 4 МБ кеша L3 | 1,1 ГГц (i3-1000NG4) 2-ядерний Intel Core i3 Ice Lake (10-те покоління), Turbo Boost 3,2 ГГц, із 4 МБ кеша L3 Доступна конфігурація 1,1 ГГц (i5-1030NG7) 4-ядерний Intel Core i5, Turbo Boost 3,5 ГГц, із 6 МБ кеша L3 або 1,2 ГГц (i7-1060NG7) 4-ядерний Intel Core i7, Turbo Boost 3,8 ГГц, із 8 МБ кеша L3 на момент покупки |
| Продуктивність                      | Пам'ять                             | 8 ГБ частотою 2133 МГц LPDDR3 SDRAM Доступна конфігурація 16 ГБ на момент покупки, після чого не можна оновити.                                                                       | 8 ГБ частотою 2133 МГц LPDDR3 SDRAM Доступна конфігурація 16 ГБ на момент покупки, після чого не можна оновити.                                                                       | 8 ГБ частотою 3733 МГц LPDDR4X SDRAM Доступна конфігурація 16 ГБ на момент покупки, після чого не можна оновити |
| Накопичувач                         | Накопичувач                         | 128 або 256 ГБ SSD на базі PCIe Доступна конфігурація 512 ГБ або 1,5 ТБ на момент покупки до 7 липня 2019 року, 512 ГБ або 1 ТБ після 7 липня 2019 року, після чого не можна оновити. | 128 або 256 ГБ SSD на базі PCIe Доступна конфігурація 512 ГБ або 1,5 ТБ на момент покупки до 7 липня 2019 року, 512 ГБ або 1 ТБ після 7 липня 2019 року, після чого не можна оновити. | 128 ГБ (тільки для закладів освіти), 256, 512 ГБ SSD на базі PCIe Доступна конфігурація 512 ГБ, 1, або 2 ТБ на момент покупки, після чого не можна оновити |
| Мікросхема захисту                  | Мікросхема захисту                  | Apple T2 | Apple T2 | Apple T2 |
| Клавіатура                          | Клавіатура                          | Механізм метелик третього покоління | Механізм метелик третього покоління | Magic Keyboard (вимикач-ножиці) |
| Відеокамера                         | Відеокамера                         | FaceTime HD (720p) | FaceTime HD (720p) | FaceTime HD (720p) |
| Бездротове підключення              | Бездротове підключення              | Вбудований Wi-Fi 5 (802.11 a/b/g/n/ac) Bluetooth 4.2 | Вбудований Wi-Fi 5 (802.11 a/b/g/n/ac) Bluetooth 4.2 | Вбудований Wi-Fi 5 (802.11 a/b/g/n/ac) Bluetooth 5.0 |
| Периферійні з'єднання               | Периферійні з'єднання               | 2× порти Thunderbolt 3 (USB-C 3.1 Gen 2) із пітримкою заряджання та DisplayPort Підтримка двох дисплеїв 4096×2304 або одного дисплея 5120×2880 (MST) 1× порт 3,5 мм для навушників    | 2× порти Thunderbolt 3 (USB-C 3.1 Gen 2) із пітримкою заряджання та DisplayPort Підтримка двох дисплеїв 4096×2304 або одного дисплея 5120×2880 (MST) 1× порт 3,5 мм для навушників    | 2× порти Thunderbolt 3 (USB-C 3.1 Gen 2) із пітримкою заряджання Підтримка двох дисплеїв 4096×2304 або одного дисплея 6016×3384 (MST) 1× порт 3,5 мм для навушників |
| Акумулятор                          | Живлення                            | 11,4 В 49,9 Вт•год (4 379 мА•год) (інтегрований літійполімерний) | 11,4 В 49,9 Вт•год (4 379 мА•год) (інтегрований літійполімерний) | 11,4 В 49,9 Вт•год (4 379 мА•год) (інтегрований літійполімерний) |
| Акумулятор                          | Кількість циклів акумулятора        | 1000 | 1000 | 1000 |
| Викиди парникових газів             | Викиди парникових газів             | 176 кг CO2e | 176 кг CO2e | 174 кг CO2e |
| Зовнішній вигляд                    | Вага                                | 1,25 кг | 1,25 кг | 1,29 кг |
| Зовнішній вигляд                    | Розміри                             | Ширина 30 см × глибина 21,2 см × висота від 0,4 см до 1,5 см | Ширина 30 см × глибина 21,2 см × висота від 0,4 см до 1,5 см | Ширина 30 см × глибина 21,2 см × висота від 0,4 см до 1,6 см |
| Мінімальна операційна система       | Мінімальна операційна система       | macOS 10.14 Mojave | macOS 10.14 Mojave | macOS 10.15 Catalina |
| Останній випуск операційної системи | Останній випуск операційної системи | Поточний | Поточний | Поточний |

## Підтримувані операційні системи

### Підтримувані випуски macOS
Патч для поточного випуску macOS, Big Sur, працюватиме з Wi-Fi на непідтримуваних моделях MacBook Air з кінця 2008 року та пізніших. Подібним чином, патч для macOS Monterey, наступного великого випуску, також підтримуватиме MacBook Air кінця 2008 року та пізніші моделі. Прискорення графіки працює лише на MacBook Air, випущених у 2012 році та пізніше, які мають графічні процесори з підтримкою Metal. Станом на 2022 рік MacBook Air середини 2012 та середини 2013 років є єдиними моделями ноубуків Apple, які офіційно підтримують 9 версій операційної системи Mac.
| Підтримувані випуски macOS | Підтримувані випуски macOS | Підтримувані випуски macOS      | Підтримувані випуски macOS      | Підтримувані випуски macOS      | Підтримувані випуски macOS      | Підтримувані випуски macOS | Підтримувані випуски macOS | Підтримувані випуски macOS | Підтримувані випуски macOS | Підтримувані випуски macOS | Підтримувані випуски macOS | Підтримувані випуски macOS | Підтримувані випуски macOS |
| Випуск ОС                  | 1-ше покоління             | 1-ше покоління                  | 1-ше покоління                  | 2-ге покоління                  | 2-ге покоління                  | 2-ге покоління             | 2-ге покоління             | 2-ге покоління             | 2-ге покоління             | 2-ге покоління             | 3-тє покоління             | 3-тє покоління             | 3-тє покоління             |
| Випуск ОС                  | Початок 2008               | Кінець 2008                     | Середина 2009                   | Кінець 2010                     | Середина 2011                   | Середина 2012              | Середина 2013              | Початок 2014               | Початок 2015               | Середина 2017              | Кінець 2018                | Середина 2019              | Початок 2020               |
| -------------------------- | -------------------------- | ------------------------------- | ------------------------------- | ------------------------------- | ------------------------------- | -------------------------- | -------------------------- | -------------------------- | -------------------------- | -------------------------- | -------------------------- | -------------------------- | -------------------------- |
| 10.4 Tiger                 | неофіційно                 | неофіційно                      | неофіційно                      | Ні                              | Ні                              | Ні                         | Ні                         | Ні                         | Ні                         | Ні                         | Ні                         | Ні                         | Ні                         |
| 10.5 Leopard               | Так                        | Так                             | Так                             | Ні                              | Ні                              | Ні                         | Ні                         | Ні                         | Ні                         | Ні                         | Ні                         | Ні                         | Ні                         |
| 10.6 Snow Leopard          | Так                        | Так                             | Так                             | Так                             | Ні                              | Ні                         | Ні                         | Ні                         | Ні                         | Ні                         | Ні                         | Ні                         | Ні                         |
| 10.7 Lion                  | Так                        | Так                             | Так                             | Так                             | Так                             | Так                        | Ні                         | Ні                         | Ні                         | Ні                         | Ні                         | Ні                         | Ні                         |
| 10.8 Mountain Lion         | Патч                       | Так                             | Так                             | Так                             | Так                             | Так                        | Так                        | Ні                         | Ні                         | Ні                         | Ні                         | Ні                         | Ні                         |
| 10.9 Mavericks             | Патч                       | Так                             | Так                             | Так                             | Так                             | Так                        | Так                        | Так                        | Ні                         | Ні                         | Ні                         | Ні                         | Ні                         |
| 10.10 Yosemite             | Патч                       | Так                             | Так                             | Так                             | Так                             | Так                        | Так                        | Так                        | Так                        | Ні                         | Ні                         | Ні                         | Ні                         |
| 10.11 El Capitan           | Патч                       | Так                             | Так                             | Так                             | Так                             | Так                        | Так                        | Так                        | Так                        | Ні                         | Ні                         | Ні                         | Ні                         |
| 10.12 Sierra               | Ні                         | Патч                            | Патч                            | Так                             | Так                             | Так                        | Так                        | Так                        | Так                        | Так                        | Ні                         | Ні                         | Ні                         |
| 10.13 High Sierra          | Ні                         | Патч                            | Патч                            | Так                             | Так                             | Так                        | Так                        | Так                        | Так                        | Так                        | Ні                         | Ні                         | Ні                         |
| 10.14 Mojave               | Ні                         | Патч                            | Патч                            | Патч                            | Патч                            | Так                        | Так                        | Так                        | Так                        | Так                        | Так                        | Так                        | Ні                         |
| 10.15 Catalina             | Ні                         | Патч                            | Патч                            | Патч                            | Патч                            | Так                        | Так                        | Так                        | Так                        | Так                        | Так                        | Так                        | Так                        |
| 11 Big Sur                 | Ні                         | Патч, немає прискорення графіки | Патч, немає прискорення графіки | Патч, немає прискорення графіки | Патч, немає прискорення графіки | Патч                       | Так                        | Так                        | Так                        | Так                        | Так                        | Так                        | Так                        |
| 12 Monterey                | Ні                         | Патч, немає прискорення графіки | Патч, немає прискорення графіки | Патч, немає прискорення графіки | Патч, немає прискорення графіки | Патч                       | Патч                       | Патч                       | Так                        | Так                        | Так                        | Так                        | Так                        |
| 13 Ventura                 | Ні                         | Ні                              | Ні                              | Ні                              | Ні                              | Ні                         | Ні                         | Ні                         | Ні                         | Ні                         | Так                        | Так                        | Так                        |

### Версії Windows, що підтримуютьсяBoot Camp
| Windows XP              | Так | Ні  | Ні  | Ні  | Ні  | Ні  | Ні  |
| Windows Vista 32-bit    | Так | Ні  | Ні  | Ні  | Ні  | Ні  | Ні  |
| Windows Vista 64-bit    | Ні  | Ні  | Ні  | Ні  | Ні  | Ні  | Ні  |
| Windows 7 32-bit        | Так | Так | Так | Так | Ні  | Ні  | Ні  |
| Windows 7 64-bit        | Ні  | Так | Так | Так | Так | Ні  | Ні  |
| Windows 8               | Ні  | Ні  | Так | Так | Так | Так | Ні  |
| Windows 8.1             | Ні  | Ні  | Так | Так | Так | Так | Ні  |
| Windows 10              | Ні  | Ні  | Ні  | Так | Так | Так | Так |
| 1. 2. 3. 4. 5. 6. 7. 8. |     |     |     |     |     |     |     |

## Хронологія
| Хронологія всіх портативних комп’ютерів Macintosh |
| ------------------------------------------------- |
| Див. також: Хронологія моделей Macintosh          |

## Виноски
1. ↑  У цій статті звичайні префікси для комп’ютерного накопичувача позначають значення 10 у певному степені, де кілобайт (КБ) = 103 байт, мегабайт (МБ) = 106 байт і гігабайт (ГБ) = 109 байт.
2. ↑  Продукти Apple, Inc., які не постачаються для продажу протягом понад 7 років не отримують обслуговування апаратного забезпечення від Apple або постачальників послуг, але все ще підтримують останню версію програмного забезпечення.
3. ↑  У цій статті звичайні префікси для комп’ютерної оперативної пам’яті позначають значення 2 у певному степені, де кілобайт (КБ) = 210 байт, мегабайт (МБ) = 220 байт і гігабайт (ГБ) = 230 байт.